# نفوس حائرة (فلم 1968)
نفوس حائرة هو فيلمٌ مصريٌ أُنتج عام 1968. مُقسّم إلى ثلاث قصص.
مثل هذا الفيلم أول ظهور لميرفت أمين كممثلة. كما كان التجربة الإخراجية الأولى لأحمد مظهر. ولم يخرج بعده سوى فيلم حبيبة غيري عام 1976.

## قصة الفيلم

### هروب
حسين رجلٌ هاربٌ من العدالة، ويختبئ في الحقول، ثم يلجأ لسيارةٍ مدرسية فيها أطفال. تغرق السيارة قرب الطريق الزراعي، فيقوم حسين بإنقاذ الأطفال، لكن الشرطة تقبض عليه بعد ذلك.

### حياة إنسان
رشوان قاطع طريق، يسرق أموال طبيب كان متجهاً لعلاج مريضة، مما يؤدي إلى تأخر الطبيب. يكتشف رشوان بعد عودته للمنزل أن المريضة هي ابنته، ويأتي نفس الطبيب في النهاية لعلاجها.

### ترنسفرانس
يقوم طبيبٌ نفسيٌ بعلاج فتاة. ثم يتبادلان مشاعر الحب مع الوقت. يكتشف الطبيب أن المرض لم يكن إلاّ حجة للتعرف على الطبيب الذي تحبه.

## وصلات خارجية
- مقالات تستعمل روابط فنية بلا صلة مع ويكي بيانات
- نفوس حائرة على موقع الدهليز